# 徽襄王
徽襄王（きじょうおう、または通、? - 紀元前594年）は、第23代箕子朝鮮王。王在位期間は、紀元前615年 - 紀元前594年。諡は徽襄王。諱は通。王位は奉日王（参）が継承。